# Galgenberg (Vohenstrauß)
Der Weiler Galgenberg ist ein Ortsteil von Vohenstrauß im Landkreis Neustadt an der Waldnaab in der Oberpfalz.

## Geographische Lage
Galgenberg liegt an der Verbindungsstraße zwischen Vohenstrauß und Pleystein, etwa 1,5 km nordöstlich von Vohenstrauß und 4 km südwestlich von Pleystein.
Ungefähr 850 m nordöstlich von Galgenberg entspringt der Leraubach, der hier in seinem Quellgebiet Sautradlbach genannt wird.
Nordöstlich von Galgenberg erhebt sich das 610 m hohe Galgenholz.

## Geschichte
Galgenberg wurde 1961 erstmals in einer Statistik mit 9 Einwohnern und 3 Wohngebäuden erwähnt.

### Einwohnerentwicklung in Galgenberg ab 1961
| Jahr | Einwohner | Gebäude |
| ---- | --------- | ------- |
| 1961 | 9         | 3       |
| 1970 | 15        | k. A.   |
| 1987 | 12        | 5       |
| 2011 | 10        | k. A.   |